# Demeijerea rufipes
Demeijerea rufipes är en tvåvingeart som först beskrevs av Carl von Linné 1761.  Demeijerea rufipes ingår i släktet Demeijerea och familjen fjädermyggor.
Artens utbredningsområde är Sverige. Arten är reproducerande i Sverige. Inga underarter finns listade i Catalogue of Life.